# Micrasema hakonense
Micrasema hakonense är en nattsländeart som beskrevs av Kobayashi 1969. Micrasema hakonense ingår i släktet Micrasema och familjen bäcknattsländor. Inga underarter finns listade i Catalogue of Life.